# Emre Koca
Emre Koca (* 1. April 1993) ist ein türkischer Fußballspieler.

## Karriere
Koca begann seine Karriere beim ASV Gösting. Zur Saison 2007/08 wechselte er zur Union Ries-Kainbach. Im April 2010 wechselte er zum SVL Flavia Solva, bei dem er prompt in der ersten Mannschaft in der Regionalliga eingesetzt wurde. Mit Flavia Solva stieg er am Ende der Saison 2009/10 in die Landesliga ab, aus der man 2010/11 auch direkt abstieg.
Daraufhin wechselte Koca zur Saison 2011/12 in die Türkei zum Drittligisten Kızılcahamamspor. Ohne Einsatz kehrte er in der Winterpause der Saison 2011/12 nach Österreich zurück und wechselte zum sechstklassigen USV Rudersdorf, mit dem er zu Saisonende in die II. Liga aufstieg. Zur Saison 2012/13 schloss er sich dem Regionalligisten USV Allerheiligen an. Nach acht Einsätzen in der Regionalliga für die Steirer kehrte er im Januar 2013 zu Kızılcahamamspor zurück. Sein Debüt in der TFF 2. Lig gab er im März 2013, als er am 24. Spieltag der Saison 2012/13 gegen Balıkesirspor in der 64. Minute für Sabahattin Usta eingewechselt wurde. Bis Saisonende kam er zu fünf Einsätzen für Kızılcahamam. Zur Saison 2013/14 wechselte er zum Viertligisten Ankara Şekerspor. Für den Hauptstadtklub kam er zu 19 Einsätzen in der TFF 3. Lig und erzielte dabei drei Tore.
Zur Saison 2014/15 kehrte Koca nach Österreich zurück und wechselte zur viertklassigen SV Oberwart. Mit Oberwart stieg er am Saisonende in die Regionalliga auf. Nach 39 Dritt- und Viertligaeinsätzen für den Verein, in denen er neun Tore erzielte, wechselte er im Januar 2016 zum Ligakonkurrenten SC Ritzing. Für Ritzing absolvierte er bis Saisonende 13 Spiele in der Regionalliga Ost. Zur Saison 2016/17 wechselte er in die Regionalliga Mitte zum SC Weiz. Für die Steirer kam er zu 26 Ligaeinsätzen und erzielte dabei sieben Tore.
Zur Saison 2017/18 wechselte er ein drittes Mal in die Türkei, diesmal zum Drittligisten Nazilli Belediyespor. Für Nazilli kam er zu drei Drittligaeinsätzen, ehe sein Vertrag im Januar 2018 aufgelöst wurde. Nach mehreren Monaten ohne Verein kehrte er zur Saison 2018/19 nach Allerheiligen zurück. In drei Jahren bei Allerheiligen kam er zu 56 Regionalligaeinsätzen, in denen er acht Mal traf. Zur Saison 2021/22 wechselte er innerhalb der Liga ein zweites Mal nach Weiz. Im Sommer 2024 erfolgte der Wechsel in die steirische Landesliga zum TUS Heiligenkreuz am Waasen, bei dem er aktuell (Stand: Juni 2025) noch immer aktiv ist.